# Isla Divina World Tour
Isla Divina World Tour fue la novena gira internacional de la cantante Gloria Trevi para promocionar su material discográfico Isla divina.

## Antecedentes
Dio inicio el 20 de enero de 2022 en el Auditorio Nacional en la Ciudad de México, y finalizó el 2 de junio de 2023 en la ciudad de Tuxtla, después de haber llevado la gira por 8 países de Latinoamérica y Norteamérica.
El concepto de la gira es escapar de la tempestad de la pandemia que atravesaba el mundo, para poder viajar a la Isla Divina, relajarse y divertirse como nunca antes en un lugar mágico lleno de alegría, adrenalina y mucho Trevi-Power. Tras su presentación el 25 de noviembre en el Hard Rock Live Hollywood se consolidó como la segunda gira femenina latina más exitosa, taquillera y recaudadora en Norteamérica en 2022.
Es su primera gira después del término obligatorio de su anterior gira La Diosa de la Noche Tour por el la pandemia de Covid-19. El setlist contó de varias canciones de los años 90 como igual varias de los 2000, muchas que durante años no fueron presentadas en vivo, con esto la duración del concierto era de más de 2 horas y medias en cada show. En 2022 recorrió más de 50 ciudades entre México y la Unión Americana , con un espectáculo impregnado de tecnología, una docena de cambios de vestuario, coreografias, efectos 3D y una calidad luminaria y visual impecable.
Con esta nueva gira Gloria logró obtener 8 fechas  en el Auditorio Nacional de México totalmente agotado y se consagró como la cantante con más fechas en dicho recinto en la historia, para un total de 33 llenos totales. Además por cuarta ocasión consecutiva fue enlistada entre las giras más exitosas y de mayor recaudación del año según Pollstat/ Live Nation, como sus antecesoras; El amor World Tour, Versus Tour y La Diosa de la Noche Tour. En el mes de octubre en 2022, escaló al puesto décimo séptimo en el ranking global y el cuarto entre latinos solo por detrás de Bad Bunny, Daddy Yankee y Karol G.

## Lista de Canciones
| MÉXICO 2022 |
| --- |
| Acto 1: Apocalipsis 1. Que Hago Aquí?... 2. (Popurrí Desamor) El Recuento de los daños / Que voy a hacer sin el? / No Querías Lastimarme / Vas a Recordarme / Hijoepu*# / Me lloras 3. Doctor Psiquiatra(Cambio de vestuario) 4. Siempre a mi 5. El fin del mundo 6. (Popurrí Existencial)Y ahora te sorprendes/ Demasiado Frágiles/ El último beso / Timbres postales al cielo 7. (Popurrí Político) La Nota roja / Los perros tristes / Señor presidente / Ellas soy Yo Acto 2: Viaje a Isla Divina 1. 5 Minutos 2. Soñando 3. En medio de la Tempestad Acto 3: Isla Divina 1. Pelo Suelto 2. Sube 3. Nos Volvimos Locos 4. Con los ojos cerrados (Cambio de Vestuario).. Acto 4: Profundidad 1. EL favor de la soledad 2. Ensayando como pedirte perdón 3. Vestida de Azúcar Acto 5: Neon Party 1. Yo Tengo Hoy / Las Pequeñas Cosas / Diosa de la Noche Acto 6: Atlantida 1. Gloria 2. Grande 3. Todos me miran 4. Fuego con Fuego (Cambio de Vestuario) 5. (Mr. Trevi) Como yo te Amo 6. (Mr. Trevi) Como sufro 7. Matemáticas (Cambio de Vestuario)...(Algunos conciertos) Encore 1. Ábranse Perras 2. Mañana |

| EUA 2022 |
| --- |
| Acto 1: Apocalipsis 1. Que Hago Aquí?... 2. (Popurrí Desamor) El Recuento de los daños / Que voy a hacer sin el? / No Querías Lastimarme / Vas a Recordarme / Hijoepu*# / Me lloras 3. Doctor Psiquiatra (Cambio de Vestuario) 4. Tu Ángel de la guarda 5. Siempre a Mi Acto 2: Viaje a Isla Divina 1. 5 Minutos 2. Soñando 3. En medio de la Tempestad Acto 3: Isla Divina 1. Pelo Suelto 2. Sube (Canción nueva)(Cambio de vestuario) 3. El se Equivoco 4. Nos Volvimos locos 5. Con los ojos cerrados 6. La Recaída 7. Como Yo te Amo (Cambio de vestuario) 8. Como sufro 9. EL favor de la soledad (Cambio de vestuario) 10. Ensayando como pedirte perdón 11. Vestida de Azúcar Acto 4: Atlantida 1. Gloria (Cambio de vestuario) 2. Grande 3. Todos Me Miran 4. Fuego con Fuego Encore 1. Ábranse Perras (Cambio de vestuario) 2. Mañana |

| Latinoamérica 2023 |
| --- |
| Acto 1: Apocalipsis 1. Que Hago Aquí?... 2. (Popurrí Desamor) El Recuento de los daños / Que voy a hacer sin el? / No Querías Lastimarme / Vas a Recordarme / Hijoepu*# / Me lloras 3. Doctor Psiquiatra(Cambio de vestuario) 4. Siempre a mi Acto 2: Viaje a Isla Divina 1. 5 Minutos 2. Soñando 3. En medio de la Tempestad Acto 3: Isla Divina 1. Pelo Suelto 2. Sube 3. El se equivoco 4. Con los ojos cerrados (Cambio de Vestuario).. 5. Como yo te amo (Mr. Trevi) 6. Como sufro Acto 4: Profundidad 1. EL favor de la soledad 2. Ensayando como pedirte perdón 3. Vestida de Azúcar Acto 5: Neon Party 1. Yo Tengo Hoy / Las Pequeñas Cosas / Diosa de la Noche Acto 6: Atlantida 1. Gloria 2. Grande 3. Todos me miran Encore 1. Ábranse Perras 2. Mañana |

## Fechas
| Fecha                    | Ciudad              | País                                 | Lugar                                 |
| Norteamérica             | Norteamérica        | Norteamérica                         | Norteamérica                          |
| ------------------------ | ------------------- | ------------------------------------ | ------------------------------------- |
| 20 de enero de 2022      | Ciudad de México    | México                               | Auditorio Nacional                    |
| 21 de enero de 2022      | Ciudad de México    | México                               | Auditorio Nacional                    |
| 28 de enero de 2022      | Puebla              | México                               | Auditorio Metropolitano Puebla        |
| 29 de enero de 2022      | Ciudad de México    | México                               | Auditorio Nacional                    |
| 11 de febrero de 2022    | Pachuca             | México                               | Plaza de Toros Vicente Segura         |
| 12 de febrero de 2022    | Ciudad de México    | México                               | Auditorio Nacional                    |
| 19 de febrero de 2022    | Guadalajara         | México                               | Auditorio Telmex                      |
| 28 de febrero de 2022    | Mazatlán            | México                               | Estadio Teodoro Mariscal              |
| 4 de marzo de 2022       | Ciudad de México    | México                               | Auditorio Nacional                    |
| 5 de marzo de 2022       | Puebla              | México                               | Auditorio Metropolitano Puebla        |
| 11 de marzo de 2022      | Torreón             | México                               | Coliseo Centenario                    |
| 1 de abril de 2022       | Tijuana             | México                               | Plaza monumental Playas de Tijuana    |
| 7 de abril de 2022       | Ciudad de México    | México                               | Auditorio Nacional                    |
| 16 de abril de 2022      | Tampico             | México                               | ExpoTampico                           |
| 20 de mayo de 2022       | San Luis Potosí     | México                               | El Domo San Luis                      |
| 11 de junio de 2022      | Oaxaca              | México                               | Auditorio Guelagetza                  |
| 18 de junio de 2022      | Mérida              | México                               | Foro GNP Seguros                      |
| 30 de junio de 2022      | Querétaro           | México                               | Auditorio Josefa Ortiz de Domínguez   |
| 16 de julio de 2022      | Morelia             | Plaza monumental de Toros de Morelia |                                       |
| 13 de agosto de 2022     | San Juan            | Puerto Rico                          | Coliseo de Puerto Rico                |
| 19 de agosto de 2022     | Laredo              | Estados Unidos                       | Sames Auto Arena                      |
| 20 de agosto de 2022     | Hidalgo             | Estados Unidos                       | Payne Arena                           |
| 21 de agosto de 2022     | San Antonio         | Estados Unidos                       | Freeman Coliseum                      |
| 25 de agosto de 2022     | Irving              | Estados Unidos                       | The Pavilion At Toyota Music Factory  |
| 26 de agosto de 2022     | Houston             | Estados Unidos                       | Smart Financial Centre At Sugar Land  |
| 27 de agosto de 2022     | Austin              | Estados Unidos                       | Moody Amphitheatre                    |
| 28 de agosto de 2022     | Midland             | Estados Unidos                       | La Hacienda Event Center              |
| 2 de septiembre de 2022  | El Paso             | Estados Unidos                       | El Paso County Coliseum               |
| 3 de septiembre de 2022  | Phoenix             | Estados Unidos                       | Arizona Financial Theatre             |
| 4 de septiembre de 2022  | Tucson              | Estados Unidos                       | Centennial Hall                       |
| 7 de septiembre de 2022  | Nashville           | Estados Unidos                       | Tennessee Performing Arts Center      |
| 9 de septiembre de 2022  | Milwaukee           | Estados Unidos                       | Miller High Life Theatre              |
| 10 de septiembre de 2022 | Chicago             | Estados Unidos                       | Allstate Arena                        |
| 11 de septiembre de 2022 | Indianápolis        | Estados Unidos                       | Old National Centre                   |
| 16 de septiembre de 2022 | Las Vegas           | Estados Unidos                       | Michelob Ultra Arena                  |
| 17 de septiembre de 2022 | Inglewood           | Estados Unidos                       | Youtube Theatre                       |
| 18 de septiembre de 2022 | Ontario             | Estados Unidos                       | Toyota Arena                          |
| 22 de septiembre de 2022 | Coachella           | Estados Unidos                       | Spotlight 29 Casino                   |
| 23 de septiembre de 2022 | Anaheim             | Estados Unidos                       | Honda Center                          |
| 24 de septiembre de 2022 | Sacramento          | Estados Unidos                       | Hard Rock Live                        |
| 30 de septiembre de 2022 | San Diego           | Estados Unidos                       | Viejas Arena                          |
| 1 de octubre de 2022     | Fresno              | Estados Unidos                       | Save Mart Center                      |
| 6 de octubre de 2022     | Stockton            | Estados Unidos                       | Stockton Arena                        |
| 7 de octubre de 2022     | Reno                | Estados Unidos                       | Grand Sierra Resort and Casino        |
| 8 de octubre de 2022     | Bakersfield         | Estados Unidos                       | Mechanics Bank Arena                  |
| 14 de octubre de 2022    | Portland            | Estados Unidos                       | Veterans Memorial Coliseum            |
| 15 de octubre de 2022    | Kent                | Estados Unidos                       | ShoWare Center                        |
| 20 de octubre de 2022    | Albuquerque         | Estados Unidos                       | Kiva Auditorium                       |
| 22 de octubre de 2022    | Denver              | Estados Unidos                       | Bellco Theatre                        |
| 23 de octubre de 2022    | Salt Lake City      | Estados Unidos                       | Abravanel Hall                        |
| 30 de octubre de 2022    | San José            | Estados Unidos                       | SAP Center                            |
| 4 de noviembre de 2022   | St. Louis           | Estados Unidos                       | Stifel Theatre                        |
| 5 de noviembre de 2022   | Kansas City         | Estados Unidos                       | T-Mobile Center                       |
| 6 de noviembre de 2022   | Dodge City          | Estados Unidos                       | United Wireless Arena                 |
| 10 de noviembre de 2022  | Filadelfia          | Estados Unidos                       | The Fillmore Philadelphia             |
| 11 de noviembre de 2022  | Nueva York          | Estados Unidos                       | Hulu Theatre at Madison Square Garden |
| 12 de noviembre de 2022  | Boston              | Estados Unidos                       | Orpheum Theatre                       |
| 18 de noviembre de 2022  | Washington D. C.    | Estados Unidos                       | MGM National Harbor                   |
| 19 de noviembre de 2022  | Charlotte           | Estados Unidos                       | Ovens Auditorium                      |
| 20 de noviembre de 2022  | Atlanta             | Estados Unidos                       | Coca-Cola Roxy                        |
| 23 de noviembre de 2022  | Raleigh             | Estados Unidos                       | Duke Energy Center                    |
| 25 de noviembre de 2022  | Hollywood           | Estados Unidos                       | Hard Rock Live                        |
| 3 de diciembre de 2022   | Pachuca             | México                               | Plaza de toros Vicente Segura         |
| 11 de diciembre de 2022  | Coatzacoalcos       | México                               | Expo Feria                            |
| 20 de enero de 2023      | Ciudad de México    | México                               | Auditorio Nacional                    |
| 21 de enero de 2023      | Ciudad de México    | México                               | Auditorio Nacional                    |
| 26 de enero de 2023      | Monterrey           | México                               | Auditorio CitiBanamex                 |
| Centro América           |                     | México                               |                                       |
| 11 de marzo de 2023      | Ciudad de Guatemala | Guatemala                            | Futeca Cayala                         |
| Norte América            |                     |                                      |                                       |
| 19 de marzo de 2023      | Ciudad de México    | México                               | Auditorio Nacional                    |
| 5 de mayo de 2023        | Guadalajara         | México                               | Auditorio Telmex                      |
| 11 de mayo de 2023       | Ciudad de México    | México                               | Auditorio Nacional                    |
| Latino América           |                     |                                      |                                       |
| 17 de mayo de 2023       | Santiago            | Chile                                | Movistar Arena                        |
| 19 de mayo de 2023       | Lima                | Perú                                 | Arena 1                               |
| 25 de mayo de 2023       | Bogotá              | Colombia                             | Movistar Arena                        |
| 27 de mayo de 2023       | Caracas             | Venezuela                            | Terraza del CCCT                      |
| Norte América            |                     |                                      |                                       |
| 2 de junio de 2023       | Tuxtla Gutiérrez    | México                               | Foro Chiapas                          |

## Conciertos cancelados/pospuestos
| Fecha                 | Ciudad         | País         | Lugar                                            | Razones |              |
| Norteamérica          | Norteamérica   | Norteamérica | Norteamérica                                     | Norteamérica                                                                                               | Norteamérica |
| --------------------- | -------------- | ------------ | ------------------------------------------------ | --- | ------------ |
| 14 de mayo de 2022    | Xalapa         | México       | Estadio de beisbol de la universidad veracruzana | Cancelado por derrumbe de escenografía, pero reemplazado con un show improvisado en las gradas del estadio |              |
| 18 de febrero de 2023 | Veracruz       | México       | World Trade Center                               | Razones desconocidas                                                                                       |              |
| 23 de febrero de 2023 | Ciudad Obregón | México       | Arena itson                                      | Razones desconocidas                                                                                       |              |
| 14 de abril de 2023   | Ciudad Juárez  | México       | Centro de convenciones y salones de evento Anita | Cancelado por razones desconocidas                                                                         |              |
| Latino América        |                |              |                                                  | |              |
| 21 de abril de 2023   | Guayaquil      | Ecuador      | Coliseo Voltaire Paladines P.                    | Cancelado por razones desconocidas                                                                         |              |
| 22 de abril de 2023   | Quito          | Ecuador      | Arena Top Media - Cumbayá                        | Cancelado por razones desconocidas                                                                         |              |
| 24 de mayo de 2023    | Medellín       | Colombia     | La Macarena                                      | Factores externos que impiden el desarrollo de este                                                        |              |